# ネト充のススメ
『ネト充のススメ』（ネトじゅうのススメ）は、黒曜燐による日本の恋愛漫画。漫画アプリcomicoにて連載されていた。

## 概要
comicoのサービスが始まった当初からの連載漫画の一つであり、2014年10月22日よりcomicoとは別に単独アプリとして配信されていた。また、2015年2月14日より単行本が発売された。
2015年7月より、作者の体調不良のため休載中であったが、2018年6月30日、連載終了が発表された。
2023年7月、作者pixivアカウント・作者LINEマンガ インディーズページにて未完となった単行本未収録回までの再公開、および最終回を含めたその後の構想がシナリオ形式にて公開された。

## あらすじ
30歳で会社を退職し、無職ニートになった盛岡森子は、MMORPGで戦士系のイケメン『林〈はやし〉』としてゲームを始める。クエストにてこずっていると、支援・回復系の女魔法使いリリィに助けられる。リリィの紹介でギルドに入った林こと森子は、ネット上で仲間たちと協力してゲームを楽しみ、充実した「ネト充」生活を満喫する。現実では森子は桜井優太らギルドの仲間らしき人々と出会い、ゲームと現実の人間関係が交錯する。

## 登場キャラクター

### 現実世界
盛岡 森子（もりおか もりこ）
声 - 能登麻美子
現実世界の主人公。現実世界では勤めていた会社・松風物産を自らやめて無職のニート生活を送っている三十路の女性。「COMIGAME」というサイトの「Randgrid Online」というオンラインゲームの中では「林」というハンドルネームでイケメン男子を演じている。作中では巨乳キャラとして描かれており、作者もコメントで認めている。
桜井 優太（さくらい ゆうた）
声 - 櫻井孝宏
現実世界のもう1人の主人公。梅崎商事勤務の出世頭社員。クリスマスにコンビニエンスストア「cowson」で盛岡森子とクリスマス限定フライドチキンを同時に頼んだのが出会いであった。ゲームでは、リリィのプレイヤー。
小岩井 誉（こいわい ほまれ）
声 - 前野智昭
優太の職場での先輩。元は森子と同じ会社に勤めていた（部署は異なる）。森子を「もりもりちゃん」と呼んでいる。森子に再会してからネトゲに興味を持ちネトゲデビューする。ゲームでははるみのプレイヤー。
藤本 和臣（ふじもと かずおみ）
声 - 寺島拓篤
大学生で、コンビニエンスストア「cowson」の店員。ゲームではカンベのプレイヤー。
吉田 しおり（よしだ しおり）
森子の元いた職場の一歳年上の後輩。
池田 理々花（いけだ りりか）
森子の元いた職場の先輩。
矢代（やしろ）
声 - 大地葉
コンビニエンスストア「cowson」のオーナー。和臣の上司。優太の友人。
奈緒（なお）
声 - 優木かな
大学生。ゲームではライラックのプレイヤー。

### ネットゲーム
林
声 - 鈴木崚汰
ネット世界の主人公。イケメンキャラ。森子のキャラクターで、8話にて職業を戦士（騎士）とする。外見については、森子に言わせると「俺が一番カッコイイキャラメイク（のはず）」。せっかくの美形を名前が台無しにしていると少し後悔している様子。ギルド内ではネナベということを隠し、大学生ということになっている。
Molly
声 - 能登麻美子
はるみ登場後に使用したキャラクター。Nicoのフレンドメンバー。小岩井のネトゲデビューで、事態の悪化を恐れ一時的にキャラ替えした。外見はユキに似た美少女キャラ。
ユキ
声 - くまはらあきほ
森子が過去プレイしていたネットゲーム「ナンターラサーガ」で使用していたキャラクター。支援キャラ。
リリィ
声 - 上田麗奈
ネット世界のヒロイン。美少女キャラ。右も左もわからず行き倒れていた林に声をかけたことで林と仲良くなる。回復の魔法を使う。僧侶系魔法使い（上級コンダクター）。性格は良くキャラクターの外見も可愛い。その反面、ゲーム内のガチャはコンプリートするまで自身の給料をつぎ込む程の廃課金者である。ギルドでは課金の亡者と呼ばれている。
Harth
声 - 櫻井孝宏
Molly登場後に使用したキャラクター。Nicoのフレンドメンバーで、はるみの友人。ハースをベースにしたイケメンキャラ。
ハース
声 - 山﨑ゆう子
優太が過去プレイしていたネットゲーム「ナンターラサーガ」で使用していたキャラクターで、森子が出会った先輩プレイヤーでもある。回復キャラ。
カンベ
声 - 中村悠一
林が加入したギルド「@家パーティ」のギルドマスター。職業はアサシン（上級アサシン）。少々口が荒いが、仲間想いである。
ライラック
声 - 相坂優歌
「@家パーティ」の魔法使い（下級呪術師）の女の子。カンベにはネコミミ変態と呼ばれている。現実世界では大学生。
ぽこたろう
声 - 寸石和弘
「@家パーティ」のサブギルドマスターで職業はシャーマン（上級シャーマン）。現実世界ではヒメラルダに頭が上がらない旦那である。家にPCが一台しかないため、帰社途中の漫画喫茶からログインすることが多々ある。
ヒメラルダ
声 - 八木隆典
職業は道化師（上級道化師）。カンベにはアスパラ男と呼ばれている。キャラクターの性別は男性だが口調は女性のままなので、オカマにしか見えない。現実世界ではぽこたろうの妻である。
Nico
声 - 藤森多哉
「@家パーティ」ギルドのメンバーで、職業は魔法使い（料理人#26/召喚士#22）。15話では大学生と年齢を明かした（?であるが）林に対し「林勉強しろ」とメッセージを、22話ではぽこたろうにプレゼントするシーンが、26話でもぽこたろうにメッセージを送っていたログ画面が表示されるなど、Nicoとぽこたろうの仲の良さが示唆されている。仕事の愚痴をこぼす場面があったが、その後辞職している。
はるみ
声 - 前野智昭
Nicoのフレンドメンバーで、ネトゲの初心者。筋肉質のオネエ系の女性キャラ。背が高い。

## 書誌情報
- 黒曜燐 『ネト充のススメ』 KADOKAWA〈MFC comicoシリーズ〉既刊2巻（2015年7月23日現在）
  1. 2015年2月14日発売[20]、ISBN 978-4-04-067361-5
  2. 2015年7月23日発売[21]、ISBN 978-4-04-067730-9

## テレビアニメ
2017年10月より12月までTOKYO MX・読売テレビ・AT-Xにて放送された。
本作は原作漫画を配信しているcomico側の意向もあり、テレビ本放送中にセルメディアパッケージが全話分リリースされた（詳細なスケジュールは#BD / DVDを参照）。テレビでは全10話を放送、BD-BOXにはテレビ未放送の「第11話」など各種映像特典などが収録されている。

### スタッフ
- 原作 - 黒曜燐[5]
- 監督 - 柳沼和良[24]
- 副監督 - 傳沙織[5]
- シリーズ構成 - ふでやすかずゆき[5]
- キャラクターデザイン - 海島千本[5]
- 総作画監督 - 山田史（第1話 - 第9話・第11話）、山門郁夫（第10話）
- 衣装デザイン - めばち[5]
- プロップデザイン - 今橋明日菜[5]
- 色彩設計 - 田中美穂[5]
- 美術監督 - 保木いずみ[5]
- 美術設定 - 加藤浩
- 撮影監督 - 安西良行[5]
- 編集 - 本田優規[5]
- 音響監督 - 郷田ほづみ[5]
- 音楽 - コーニッシュ[5]
- 音楽制作 - フライングドッグ[5]
- 音楽プロデューサー - 石川吉元、三好大雅
- プロデューサー - 江部敦、小松茂明、尾留川宏之、杉多久磨、忰田純一、齋藤宙央、小川拓也、宮嶋啓行、西原愛子、岡村歩美
- アニメーションプロデューサー - 本多史典
- アニメーション制作 - SIGNAL.MD[5]
- 製作 - NHN comico、フライングドッグ、クランチロールSCアニメファンド、ジェイアール東日本企画、TOKYO MX、SIGNAL.MD、Sony Music Communications、ダックスプロダクション

### 主題歌
「サタデー・ナイト・クエスチョン」
中島愛によるオープニングテーマ。作詞は加藤慎一、作曲は山内総一郎、編曲はフジファブリック。
「ひかり、ひかり」
相坂優歌によるエンディングテーマ。作詞・作曲は尾崎世界観。

### 各話リスト
| 話数              | サブタイトル                                       | 脚本                     | 絵コンテ        | 演出                    | 作画監督 |
| ----------------- | -------------------------------------------------- | ------------------------ | --------------- | ----------------------- | --- |
| 第1話             | リアルは♀、ネットは♂                               | ふでやすかずゆき         | 柳沼和良        | 柳沼和良                | 長尾祐希子、末澤慧、今橋明日菜、荒川眞嗣 荒木佑太、吉田大洋、竹内花純、西谷衆平 伍柏論、西村元秀、武田芽衣、吉野健太 |
| 第2話             | 私たちは何も知らない                               | ふでやすかずゆき         | 柳沼和良        | 松浦直紀                | 長尾祐希子 |
| 第3話             | 臆病者な君と私                                     | 山田由香                 | 松浦直紀        | 川﨑芳樹                | 前田義宏、金正男、瀧澤茉夕、濱田悠示                                                                                 |
| 第4話             | まるで恋する乙女のような                           | 井上美緒                 | 傳沙織          | 梅本唯                  | 栗原美樹、丸山修二                                                                                                   |
| 第5話             | 秘密トライアングル                                 | 井上美緒                 | 荒川眞嗣        | ふくだのりゆき 櫻井真悟 | ふくだのりゆき |
| 第6話             | 恥ずか死んじゃいます！                             | 井上美緒                 | ちな 荒川眞嗣   | 末澤慧                  | 末澤慧、中原久文 |
| 第7話             | あなたと俺とキミとわたしと                         | 山田由香                 | 新留俊哉        | 牧野友映                | 重松しんいち |
| 第8話             | 一歩前へ踏み出した                                 | 山田由香                 | 田中雄一        | 橋口淳一郎              | 南伸一郎、今橋明日菜                                                                                                 |
| 第9話             | その気持ちマーブル                                 | ふでやすかずゆき         | 松浦直紀        | 松浦直紀                | 田津奈々子、武田芽衣                                                                                                 |
| 第10話            | 月夜の晩に                                         | ふでやすかずゆき         | 傳沙織 柳沼和良 | 内場一                  | 栗原美樹、二宮奈那子、今橋明日菜、森くるみ 小島絵美、金炅垠、山崎敦子、山田史                                        |
| 第11話 （未放映） | リア充のススメ森子がフリドメールにログインしました | ふでやすかずゆき井上美緒 | 山下祐傳沙織    | 堀元宣傳沙織            | 苗木陽子、和麩一平、堀元宣                                                                                           |

### 放送局
| 放送期間                  | 放送時間                     | 放送局     | 対象地域   | 備考                        |
| ------------------------- | ---------------------------- | ---------- | ---------- | --------------------------- |
| 2017年10月10日 - 12月12日 | 火曜 1:40 - 2:10（月曜深夜） | TOKYO MX   | 東京都     | 製作参加 / リピート放送あり |
|                           | 火曜 2:33 - 3:04（月曜深夜） | 読売テレビ | 近畿広域圏 | 『MANPA』第2部              |
|                           | 火曜 20:00 - 20:30           | AT-X       | 日本全域   | CS放送 / リピート放送あり   |

| 配信開始日     | 配信時間                   | 配信サイト             |
| -------------- | -------------------------- | ---------------------- |
| 2017年10月7日  | 土曜 0:00（金曜深夜） 更新 | GYAO!                  |
| 2017年10月10日 | 火曜 23:00 更新            | comicoネト充チャンネル |
| 2017年10月11日 | 水曜 0:00 - 0:30           | ニコニコ生放送         |
| 2017年10月12日 | 木曜 21:30 - 22:00         | AbemaTV                |

### BD / DVD
アニメ概要に記した通り、セルメディア版は本放送中に全話分がリリースされ、全話共にテレビ放送での未公開シーンを追加した「ディレクターズカット版」となる。特にDVD版に関しては、各巻をリリース日に買うと、理論的にはテレビよりも先に1話先の最新話が見られる。
| 巻  | 発売日         | 収録話         | 規格品番 | 規格品番 |
| 巻  | 発売日         | 収録話         | BD       | DVD      |
| --- | -------------- | -------------- | -------- | -------- |
| 1   | 2017年10月13日 | 第1話 - 第2話  |          | VTBF-191 |
| 2   | 2017年10月27日 | 第3話 - 第4話  | VTBF-192 |          |
| 3   | 2017年11月10日 | 第5話 - 第6話  | VTBF-193 |          |
| 4   | 2017年11月24日 | 第7話 - 第8話  | VTBF-194 |          |
| 5   | 2017年12月8日  | 第9話 - 第10話 | VTBF-195 |          |
| BOX | 2017年12月8日  | 第1話 - 第11話 | VTZF-80  |          |

### Webラジオ
『ラジ充のススメ 鈴木と上田がログインしました』のタイトルで、HiBiKi Radio Stationにて2017年9月26日から12月26日まで毎週火曜に配信された。2018年1月20日に科学技術館サイエンスホールで開催された公開録音『鈴木と上田と前野と相坂がログインしました』の模様を同年1月30日に音声配信した。パーソナリティは、林役の鈴木崚汰とリリィ役の上田麗奈。

### タイアップ
アニメの初回放送時期である2017年10月25日-同年12月20日のメンテナンスの間にマビノギ日本版とのタイアップをしている。スクラッチイベント・ガチャでアイテム提供をしていた。